# Adrien Manglard
Adrien Manglard (Lyon, 10 de março de 1695 — Roma, 1 de agosto de 1760) foi um pintor, desenhista e gravurista francês. Manglard foi o mestre de Claude Joseph Vernet.

## Biografia
Adrien Manglard nasceu na cidade de Lyon, Reino da França, em 10 de março de 1695 (ou 1685), o primogênito de Edmond (denominado Aimé) Manglard e Catherine Rose du Perrier (ou Dupérier). Foi batizado na igreja de São Vicente em 12 de março do mesmo ano. Seu pai também era pintor e nasceu em Paris. Sua mãe era filha de um livreiro. Seus pais não tinham pai. Eles se casaram em 21 de maio de 1683 na Basílica de Saint-Martin d'Ainay .
Ao lado de Adrien, eles tiveram mais dois filhos. A família sofreu as repercussões econômicas da fome causada pelo clima extremamente frio da Pequena Idade do Gelo , que levou a Sete anos doentes na Escócia e ao frio notável de Le Grand Hiver na França, com a subsequente fome estimada em 600.000 mortes no final de 1710 na França. Em 1707, os dois irmãos de Manglard, Pierre e Daniel, foram deixados no Hôpital de la Charité , um orfanato em Lyon, onde foram admitidos como délaissés (abandonados).
Depois de estudar com Adriaen van der Cabel em Lyon, Manglard mudou-se de lá para Avignon ou Marselha, onde estudou com o pintor cartuxo Joseph Gabriel Imbert (1666-1749). Em 1715, Manglard mudou-se para Roma, simplesmente como turista. Ele não estava sob a proteção da Academia Francesa, que o admitiria como membro pleno em 1736. Em 1722, ele provavelmente já estava desfrutando de algum grau de fama em Roma. Manglard começou a desfrutar do patrocínio de comissários notáveis pelo menos desde meados dos anos 1720. Na década de 1720, ele começou a trabalhar para a Corte Sabauda, para a qual enviou duas pinturas em 1726. O talento de Manglard como pintor de marinha era tal que sua carreira avançou rapidamente: clientes de prestígio incluíam Victor Amadeus II, duque de Savoy e rei de Piedmont, que comprou duas peças dele em 1726, e Philip, duque de Parma. Philip sozinho encomendou mais de 140 pinturas de Manglard para decorar seus palácios. Manglard também desfrutou do patrocínio das famílias romanas mais importantes, incluindo os Colonna, Orsini, Rondani, Rospigliosi e Chigi. Para o Chigi, ele pintou dois cômodos no piano nobile do Palazzo Chigi, hoje a residência oficial do primeiro-ministro da Itália. Em Roma, Manglard estudou com Bernardino Fergioni antes de ganhar fama como pintor de paisagens. Manglard focou no que se tornaria seu campo de especialização em Roma, ou seja, vistas marinhas. Ele fez estudos de navios, turcos e até camelos. Manglard frequentemente retratava portos e portos em suas pinturas de paisagens. Figuras como mouros e camelos refletiam o exotismo dos grandes portos italianos.
Manglard foi treinado por um paisagista holandês da Idade de Ouro (Cabel), que viajou para a Itália. Lá, seu estilo foi influenciado pela escola bolonhesa local. Manglard, portanto, entrou em contato primeiro com o estilo de pintura de paisagens da Idade de Ouro holandesa, com uma quantidade de influência italiana de Cabel, para então realmente se mudar para a Itália em seus vinte e poucos anos, e aí ser influenciado pelos proeminentes pintores baseados em Roma do período incluindo os artistas do círculo do escultor Pierre Legros, como Sebastiano Conca e Caspar van Wittel. As pinturas marinhas de Manglard combinam "as paisagens clássicas idealizadas de Claude Lorrain com o realismo agudo dos modelos do Norte".

## Galeria

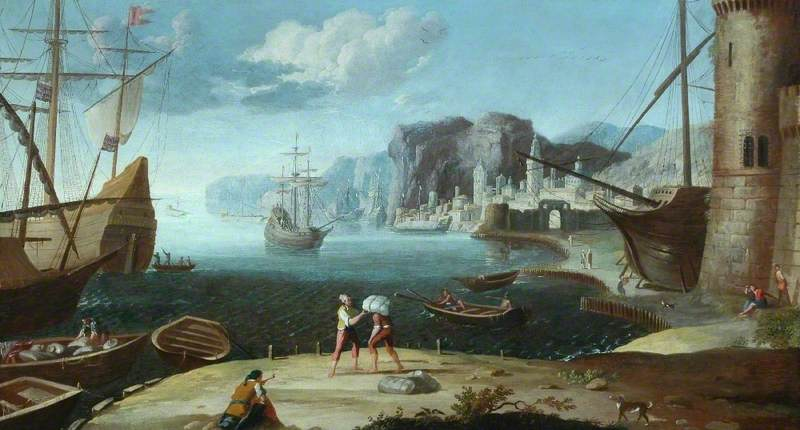
Um porto marítimo em uma costa rochosa, Bowes Museum, Inglaterra
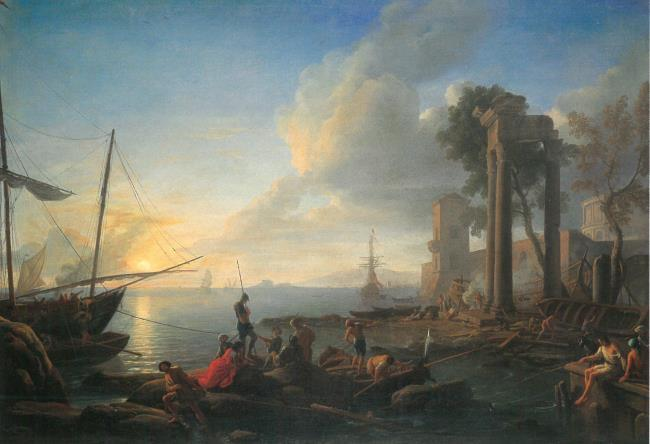
Paisagem costeira do sul com figuras e navios no desembarque, Galleria Sabauda, Turim
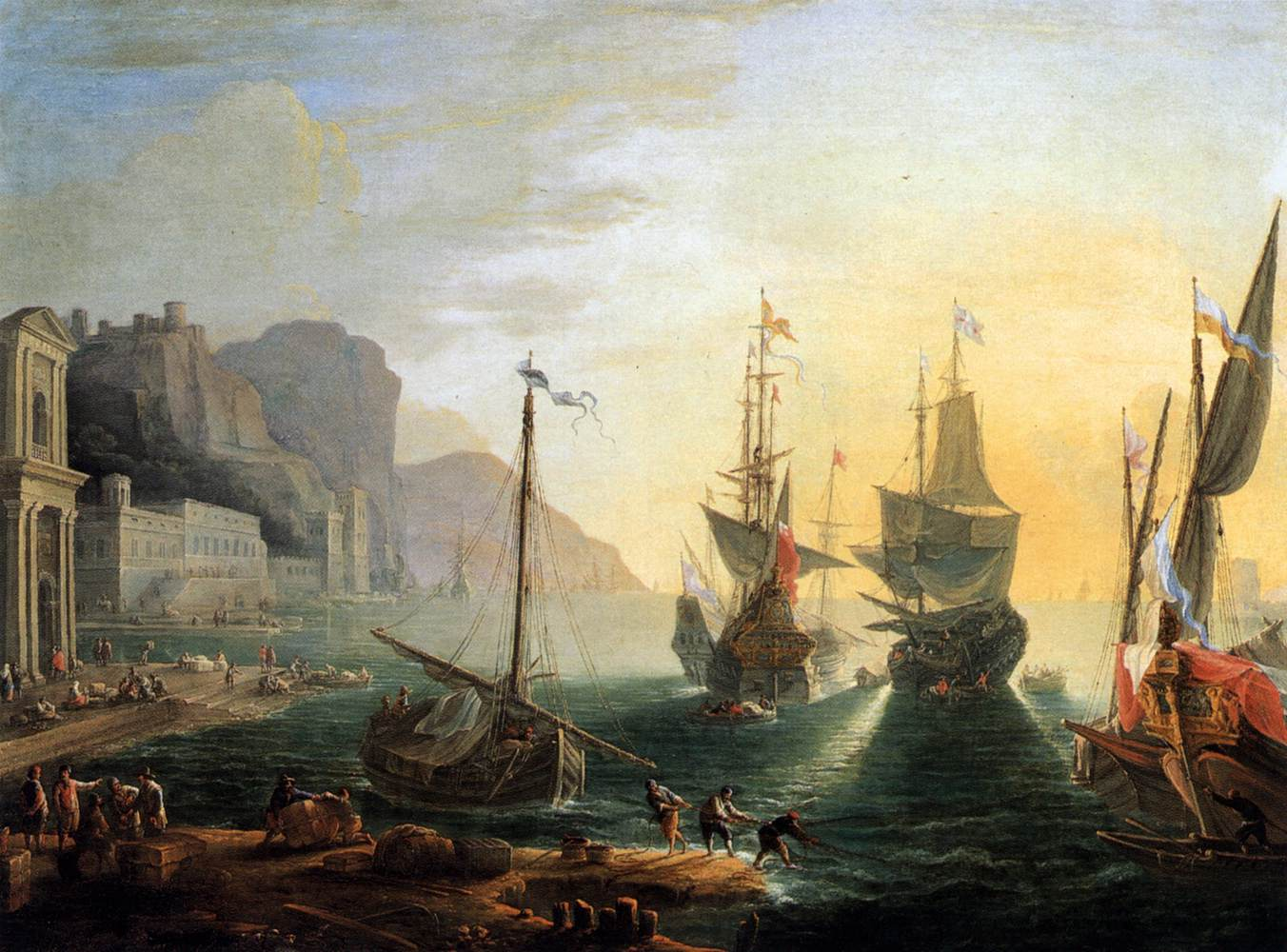
Vista de um porto do sul, Academia de Belas-Artes de Viena
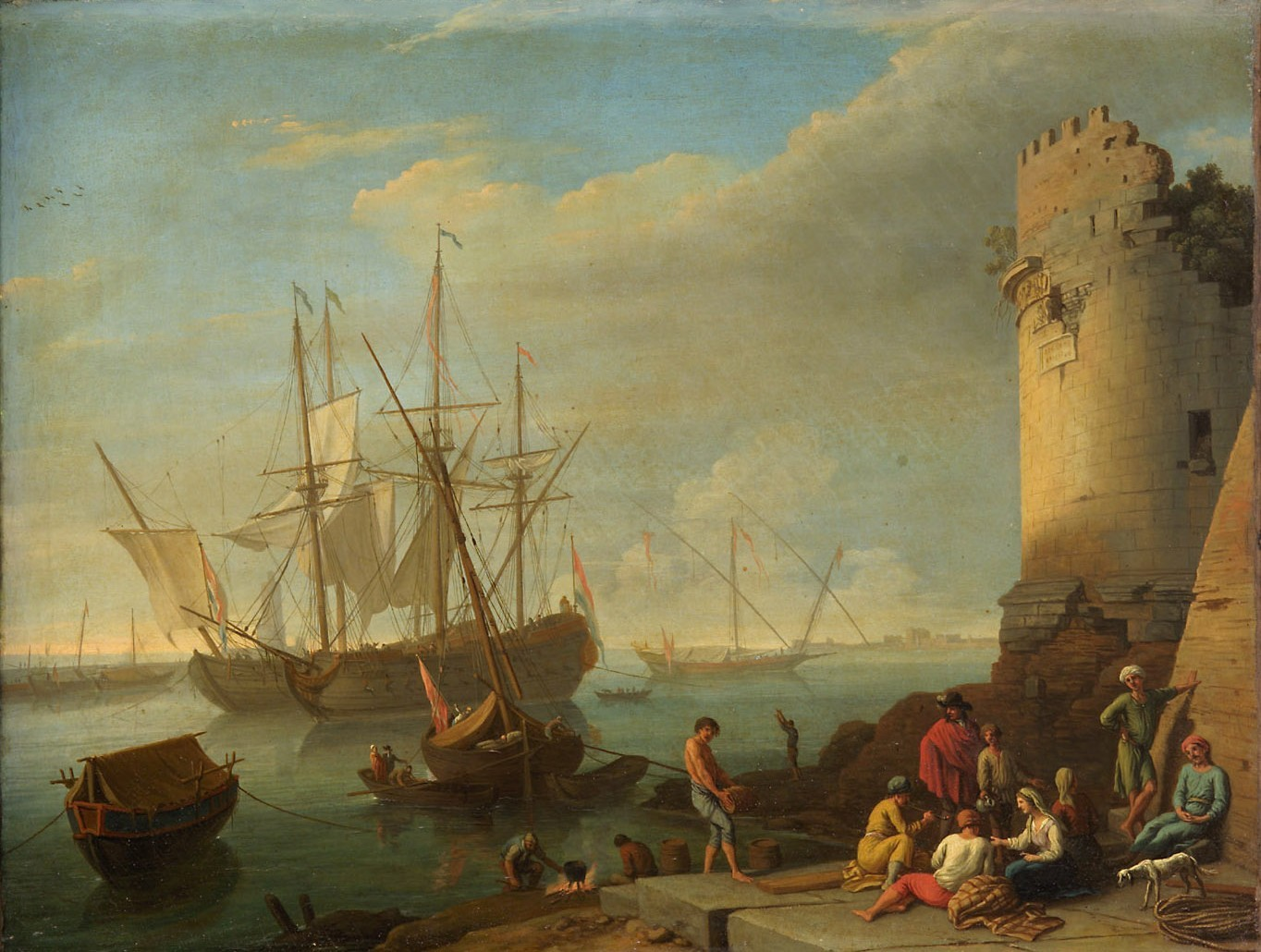
Porto Maritimo, Kunsthistorisches Museum, Viena
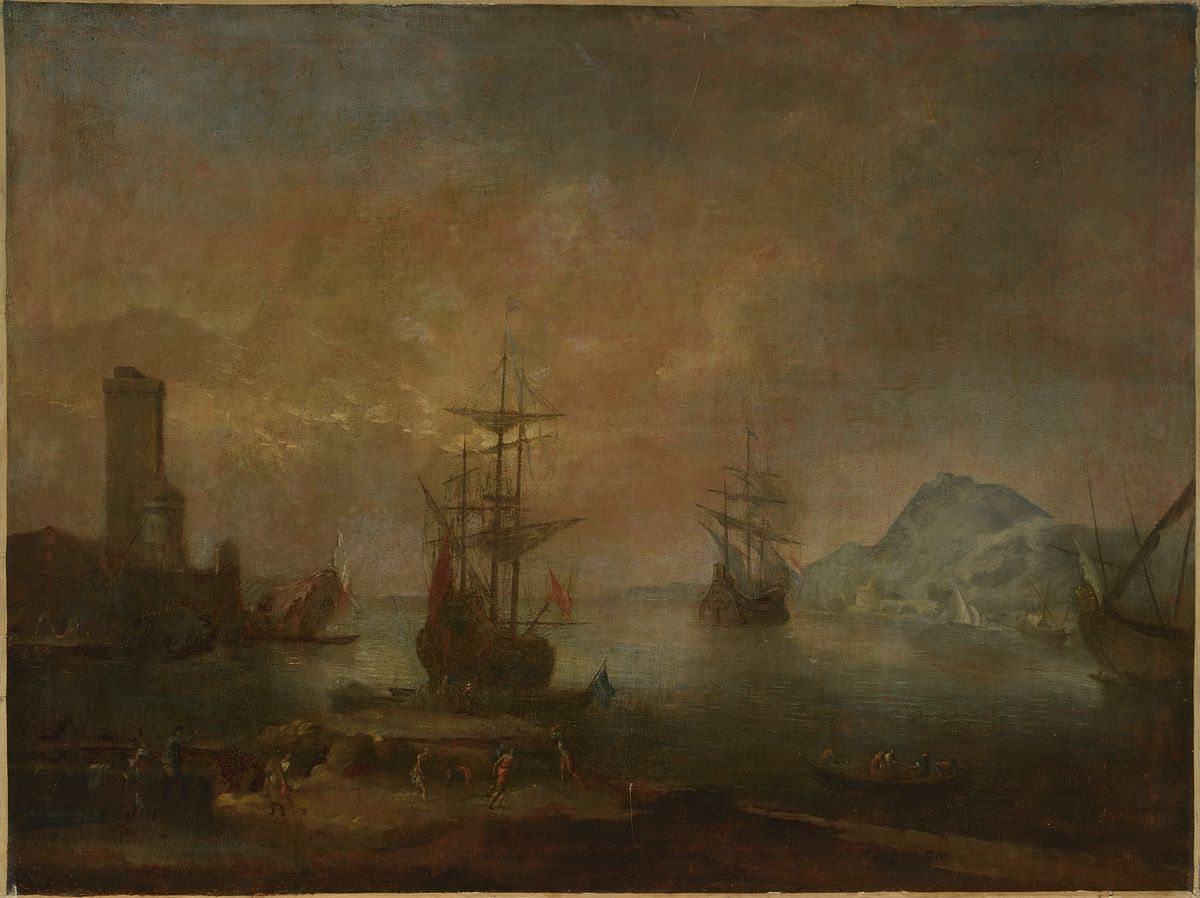
Marina, Museu de Belas Artes, Lyon
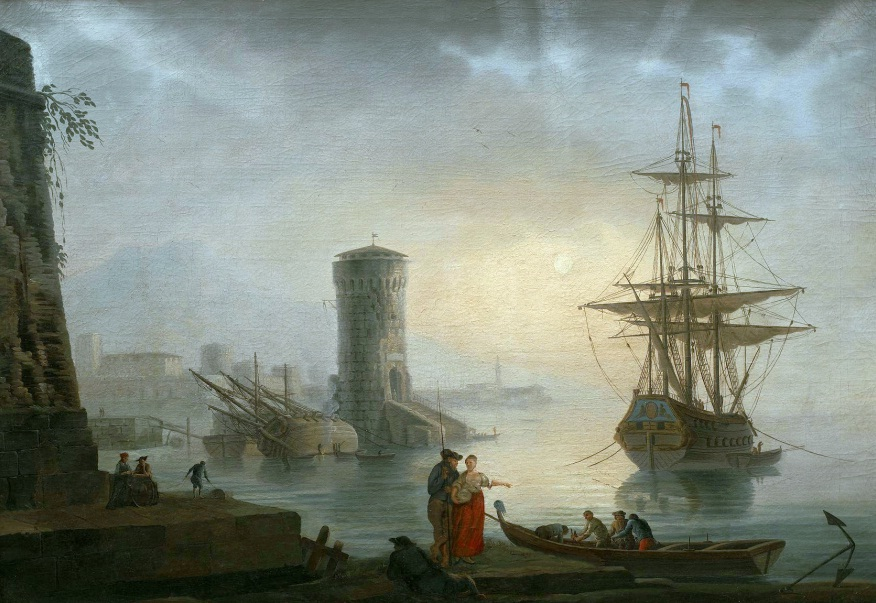
Porto mediterrâneo, Museu do Palácio do Rei João III, Varsóvia
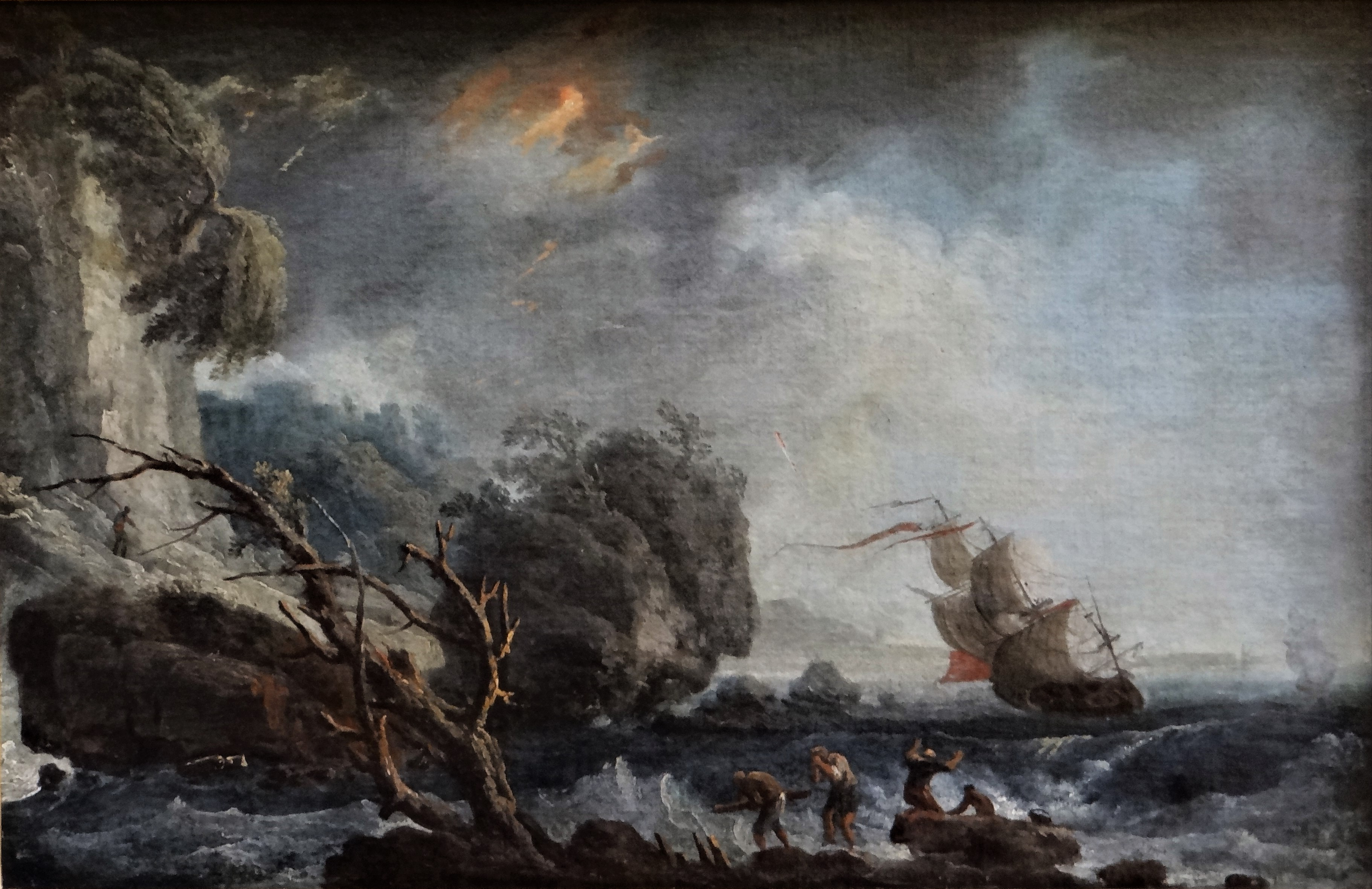
Fin d'une tempête, Musée d'Art et d'Archéologie, Périgueux
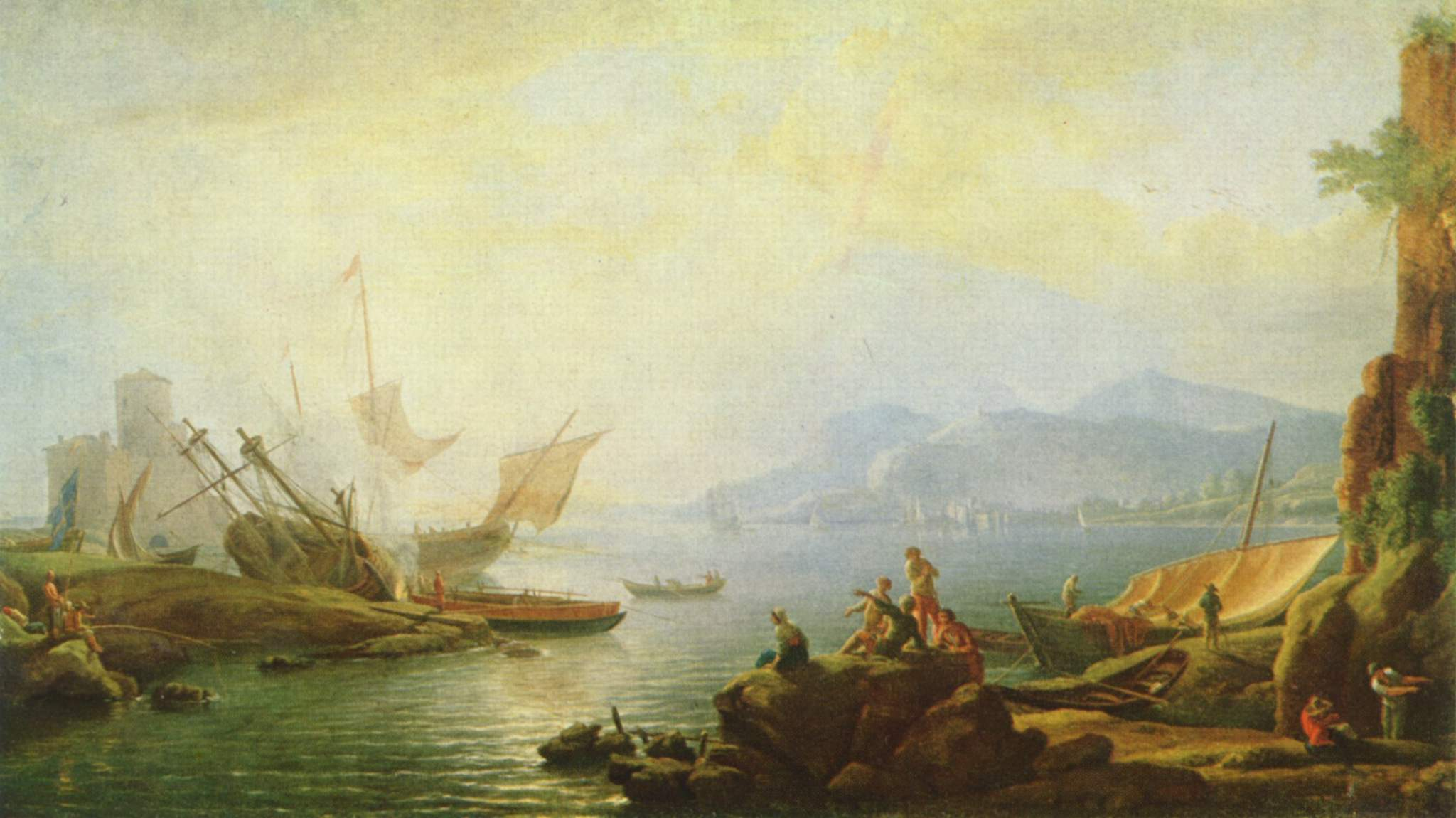
Estuário com porto, Museu de Belas Artes, Budapeste
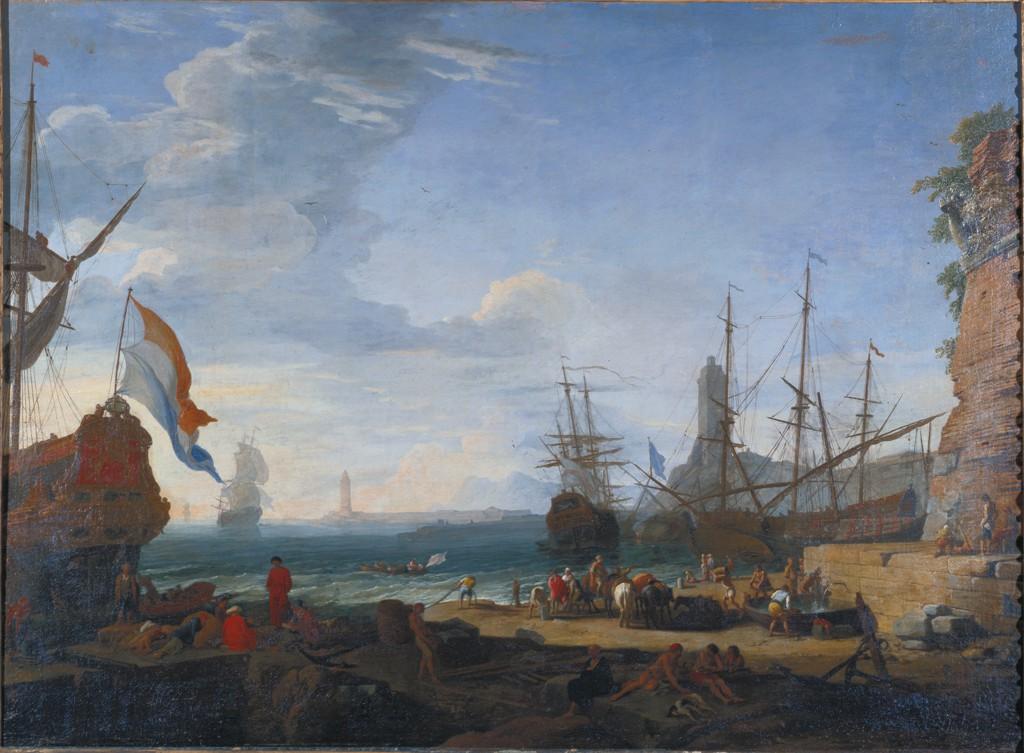
Cena do porto, The Fogg Museum, Cambridge, Massachusetts
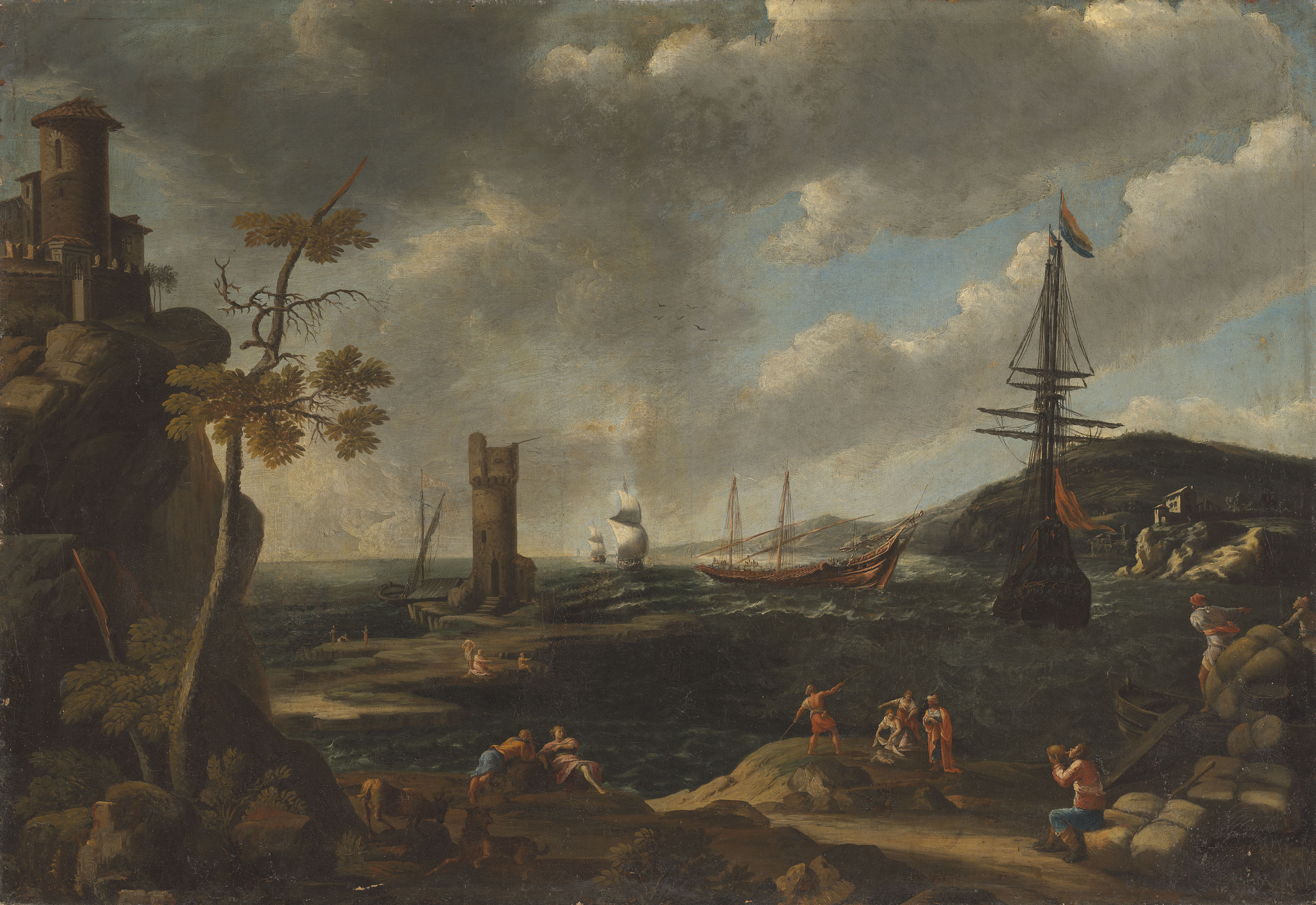
Uma paisagem costeira com pescadores, Coleção particular, local desconhecido
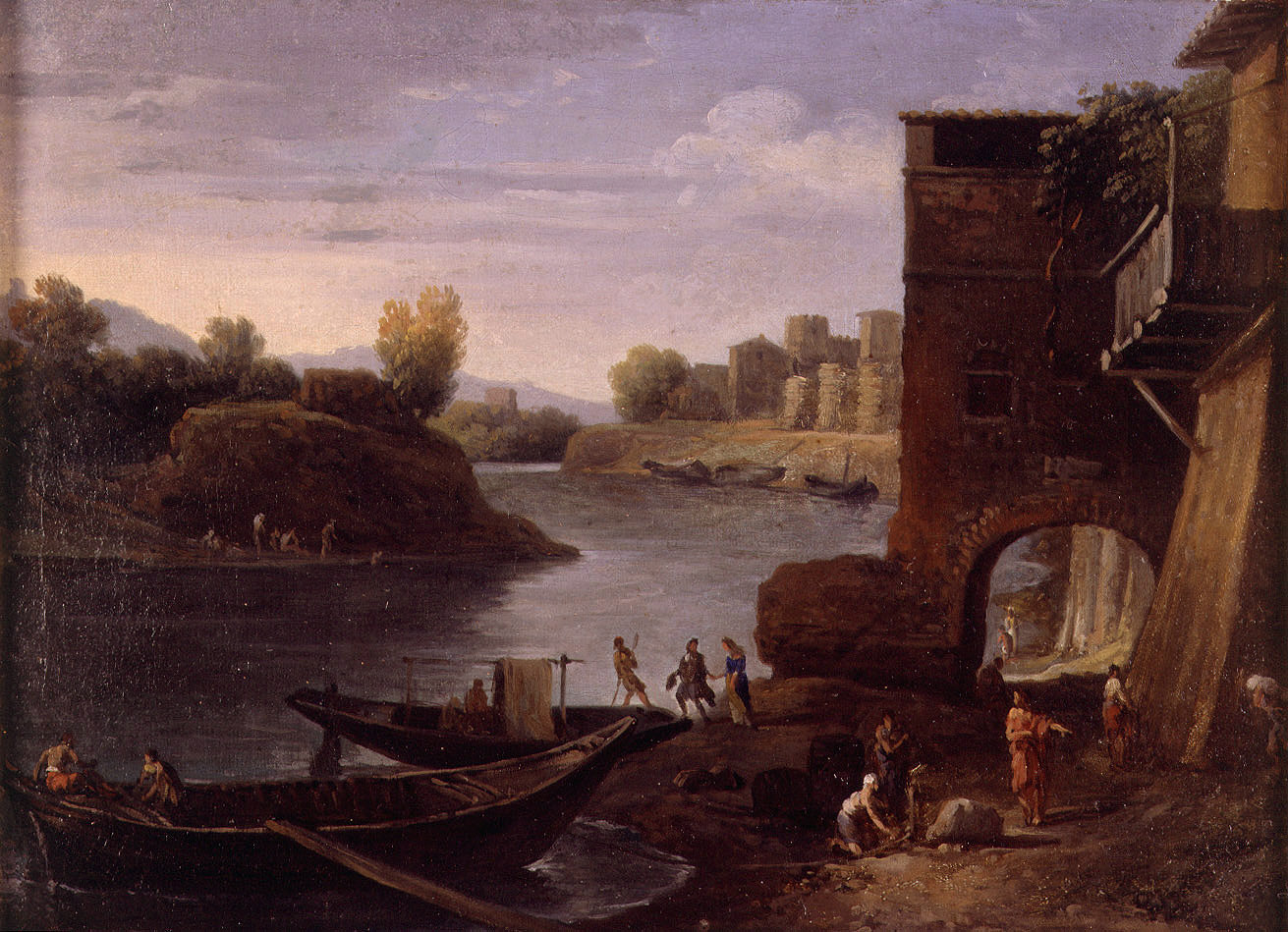
Embarcadero, Círculo de Adrien Manglard, Museu de Belles Arts de València, Valencia
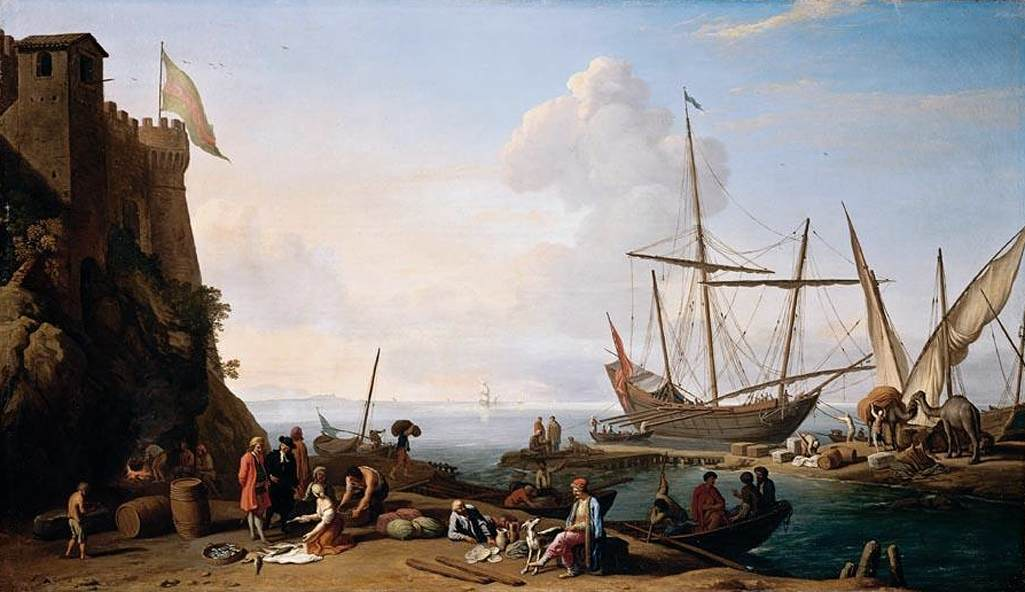
Cena do porto mediterrâneo, Coleção particular, local desconhecido